# Clusia japonica
Clusia japonica är en tvåvingeart som beskrevs av Mitsuhiro Sasakawa 1957. Clusia japonica ingår i släktet Clusia och familjen träflugor. Inga underarter finns listade i Catalogue of Life.